# Edward Marszałek (malarz)
Edward Marszałek (ur. 12 marca 1935 w Moszczanicy, zm. 12 marca 2005 w Nowej Rudzie) – polski artysta malarz, pedagog.
Edwarda Marszałka urodził się w Moszczenicy na Żywiecczyźnie. Po II wojnie światowej jego rodzice przeprowadzili się do Nowej Rudy, gdzie ukończył szkołę podstawową. Następnie wyjechał do Wrocławia. Tam uczył się w Liceum Sztuk Plastycznych i w Państwowej Wyższej Szkole Sztuk Plastycznych, po ukończeniu której w 1961 powrócił do Nowej Rudy i objął stanowisko plastyka w Kopalni Węgla Kamiennego „Słupiec”. Równocześnie rozpoczął pracę pedagogiczną.
Edwarda Marszałka preferował malarstwo sztalugowe, a jego ulubioną techniką był olej. Przewodnim tematem jego prac był m.in. barwny świat komórek zwierzęcych i roślinnych przekształcany według własnej, malarskiej wizji. Jego obrazy znajdują się w zbiorach prywatnych w Polsce i za granicą, m.in. w Muzeum Leśnictwa w Gołuchowie (województwo wielkopolskie).
Został pochowany na Cmentarzu Komunalnym w Nowej Rudzie (sektor 17, rząd 5, nr grobu 12).

## Cykle obrazów
- Drzewa polskie
- Ścinawka Średnia
- Góry Stołowe
- Martwe natury
- Komórkowce

## Wystawy
- Kłodzko, Salon Sztuki KOK, 19 grudnia 1998
- Nowa Ruda, Galeria Mozaika, 11 maja 2018
- Wałbrzych
- Czechosłowacja
- Niemcy
- ZSRR

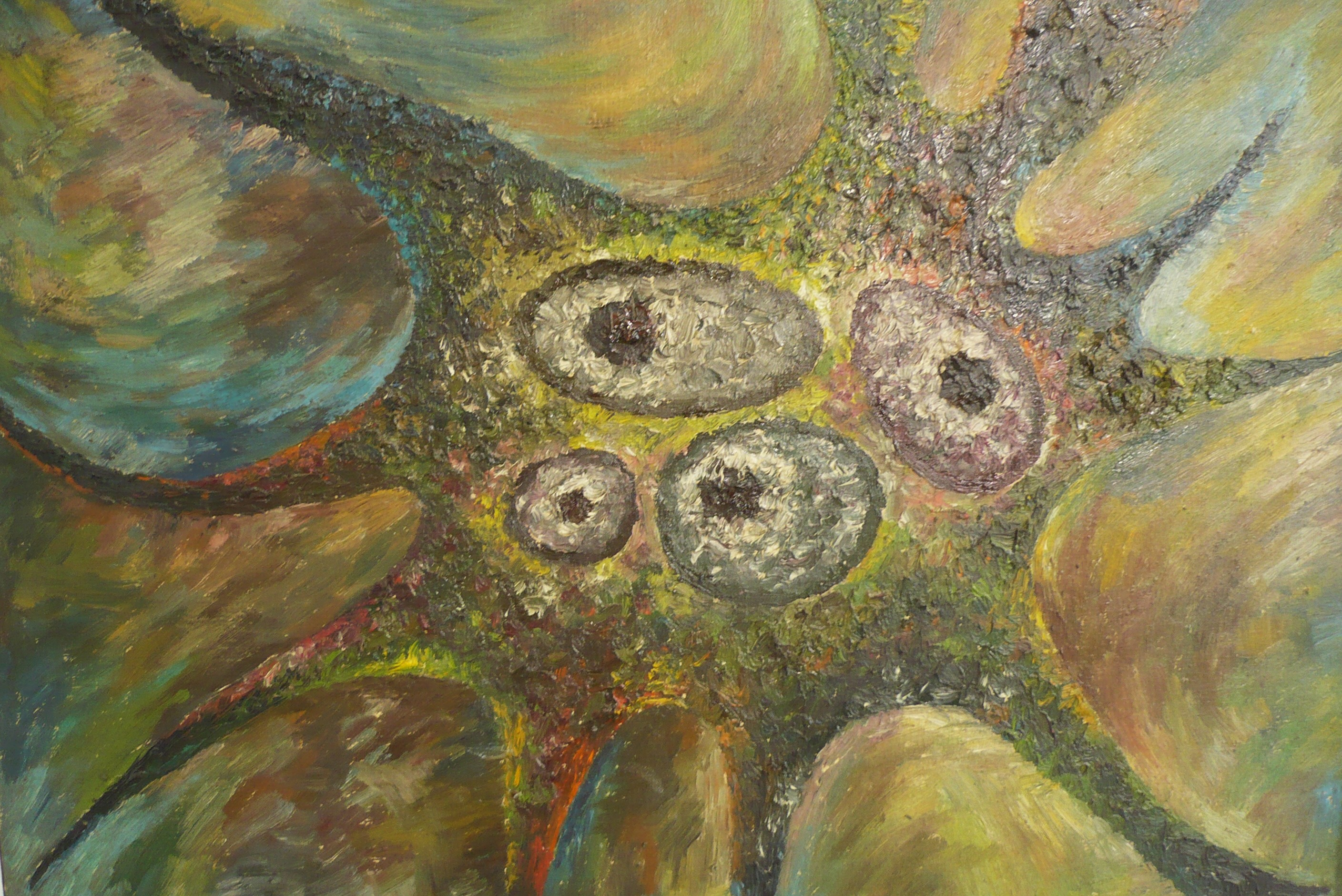
Komórkowce
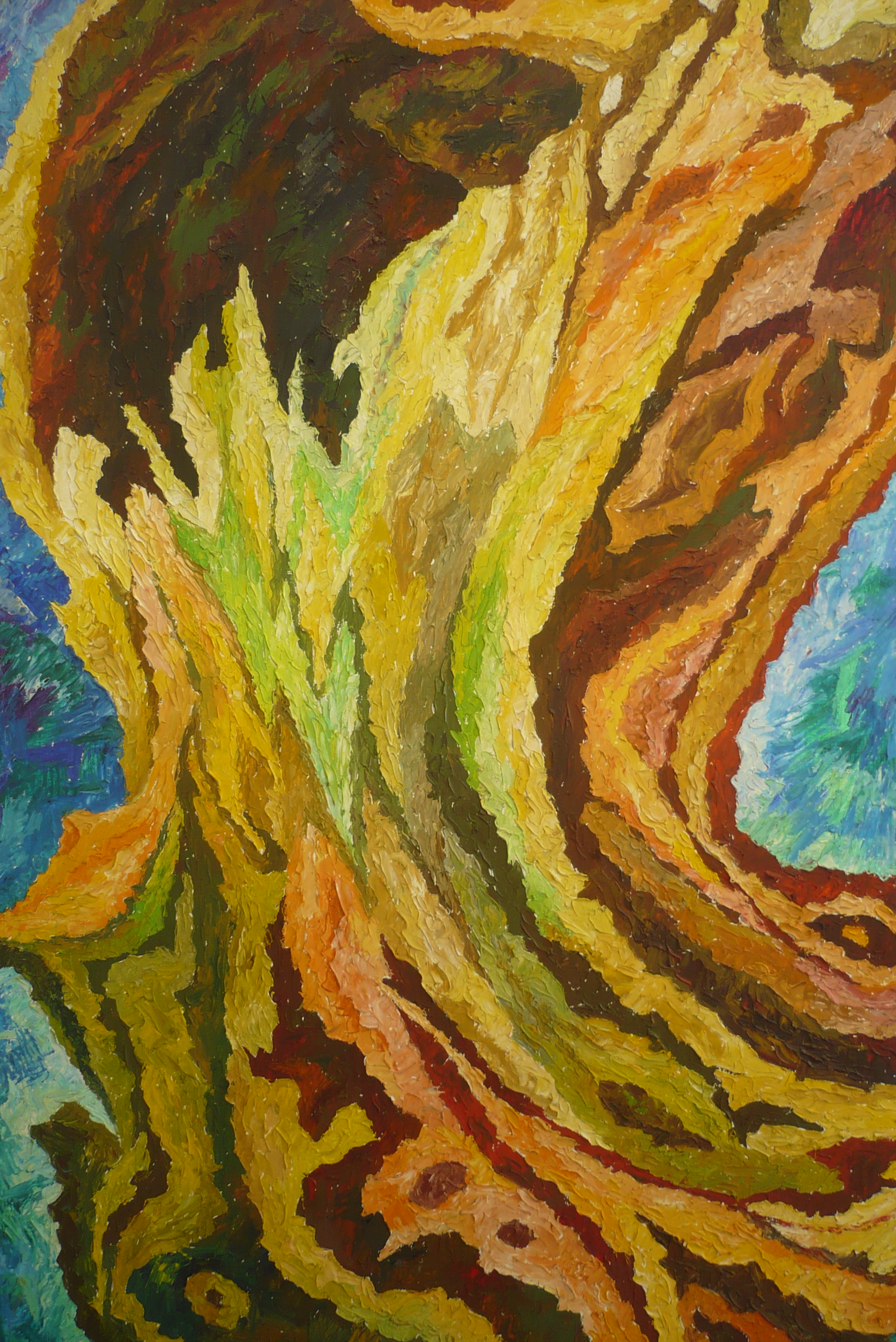
Obraz
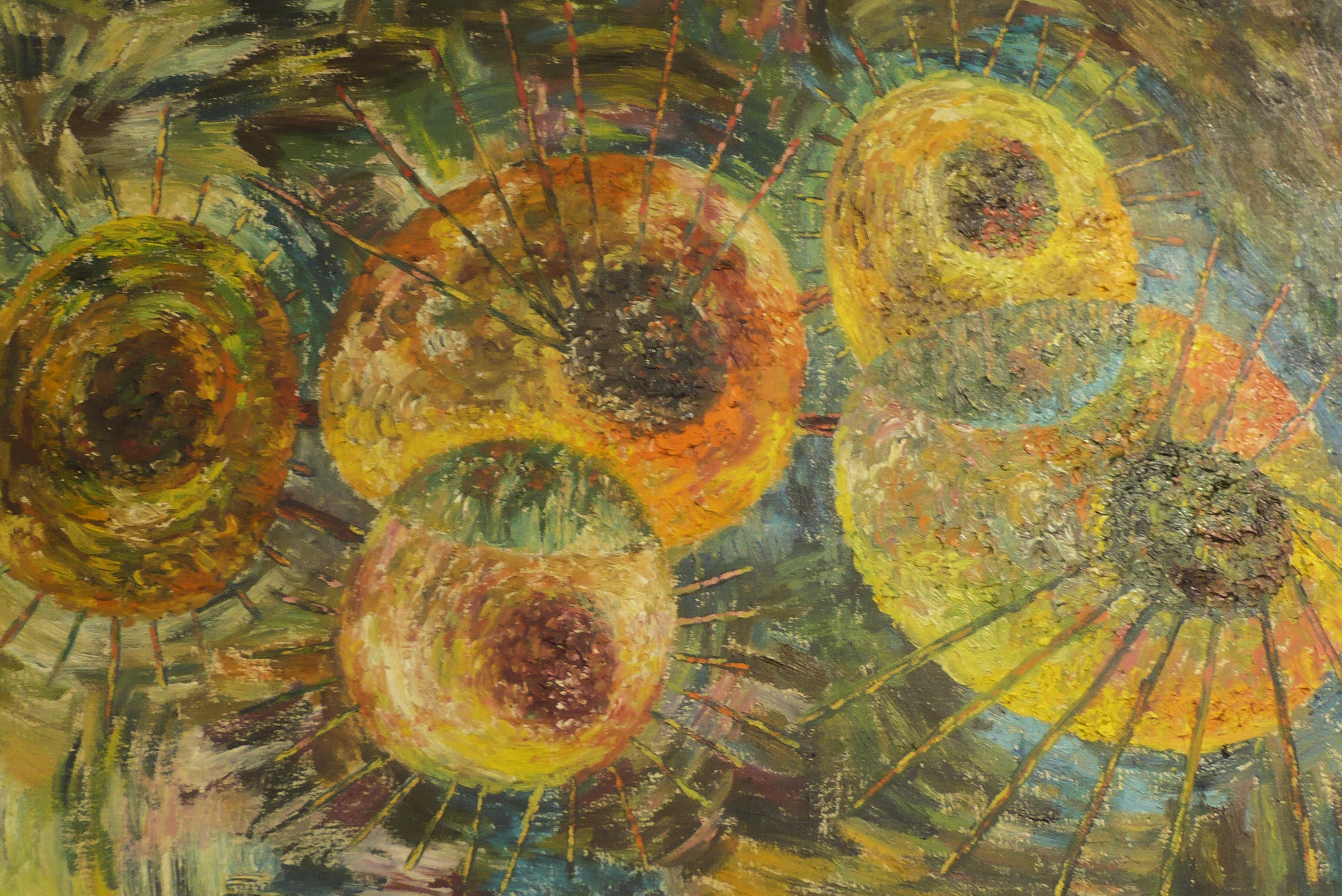
Komórkowce
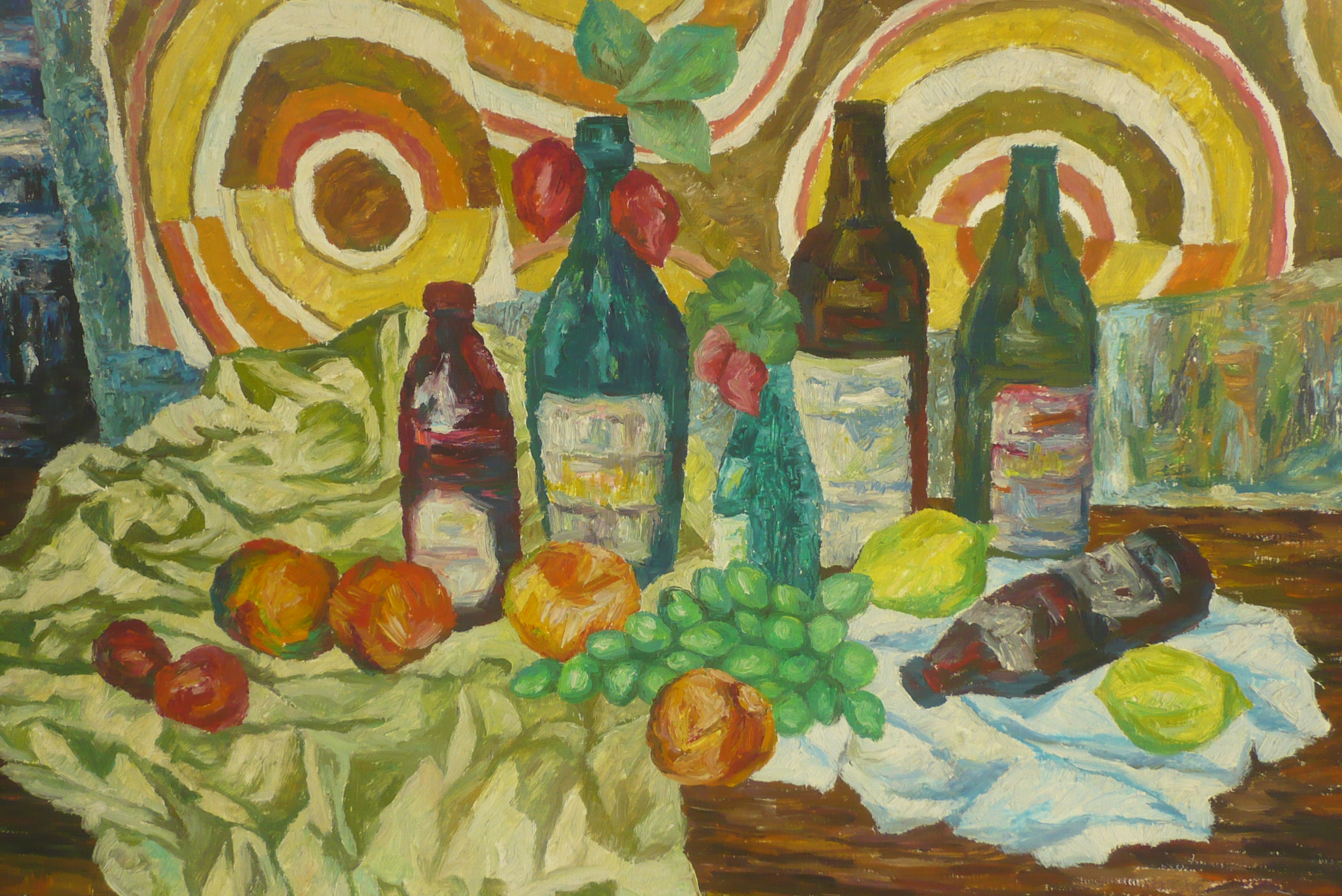
Martwa natura
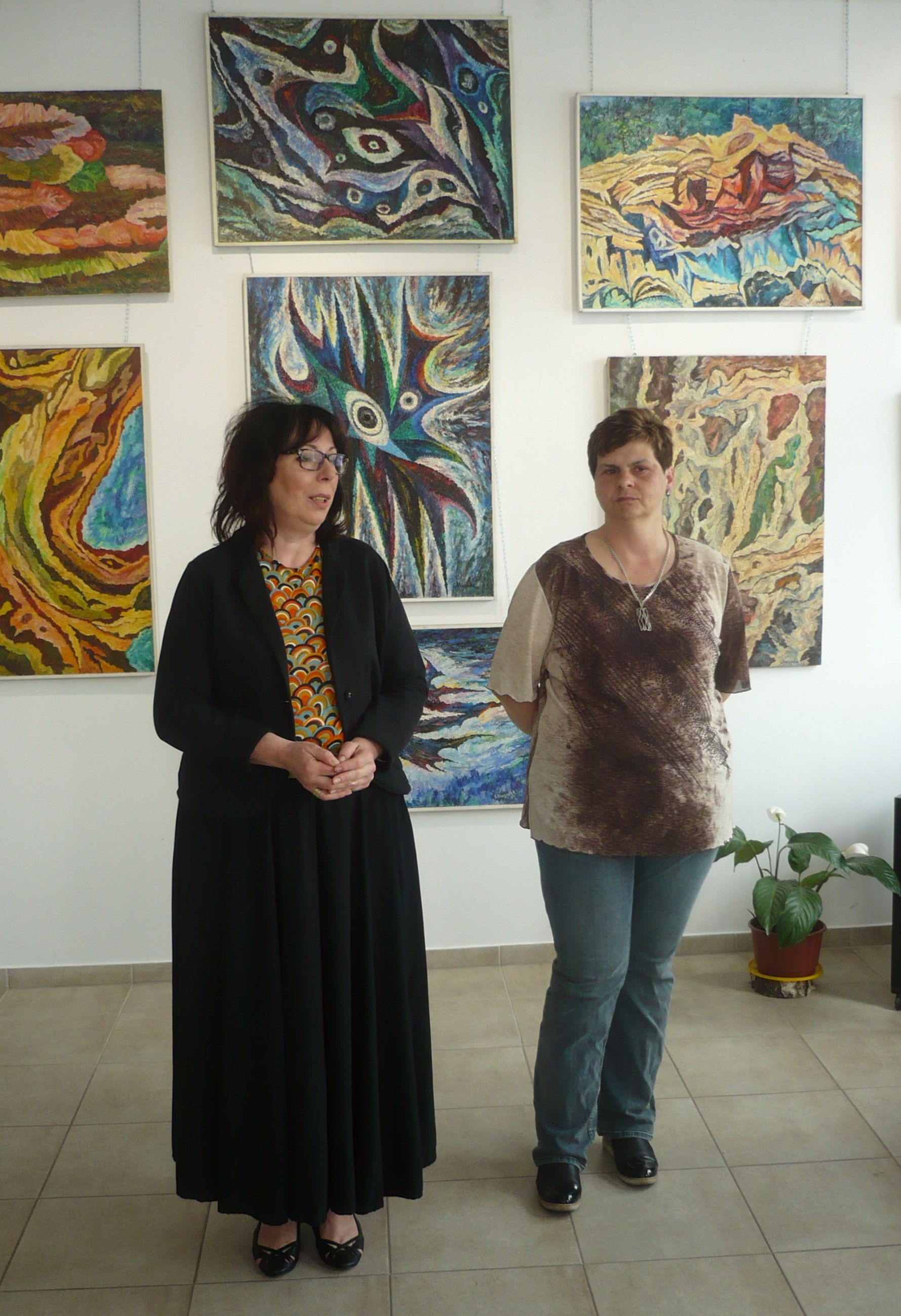
Beata Jańdzio i córka malarza
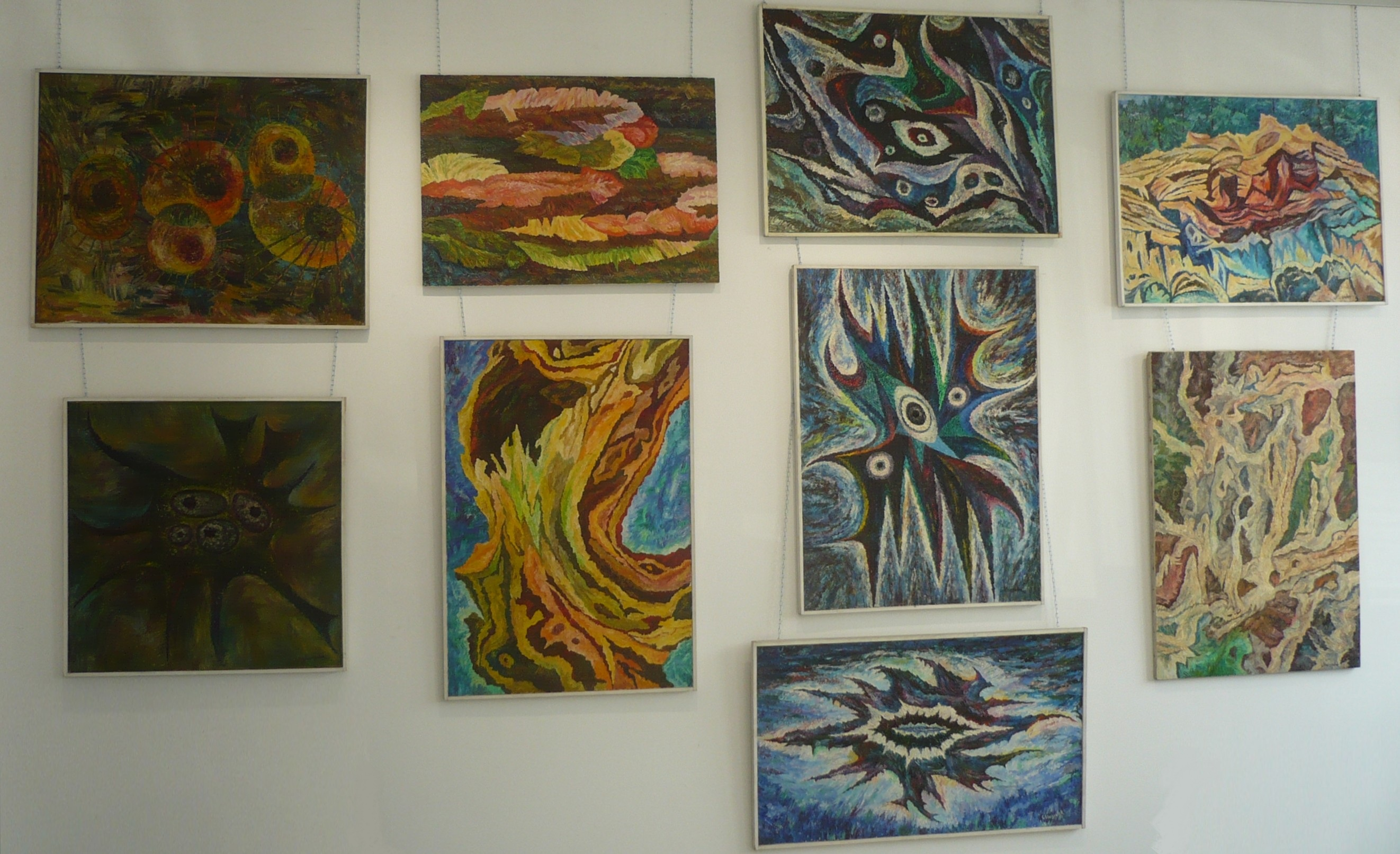
Obrazy